# Ethernet Automatic Protection Switching
Ethernet Automatic Protection Switching (EAPS) — сетевой протокол канального уровня (RFC 3619), разработанный компанией Extreme Networks, предназначен для поддержки топологии, исключающей зацикливание трафика, и её перестроение в случае нарушений в кольцевых сетях Ethernet на первом-втором уровне сетевой модели OSI. Для передачи данных используется стандартный протокол Ethernet.

## Описание

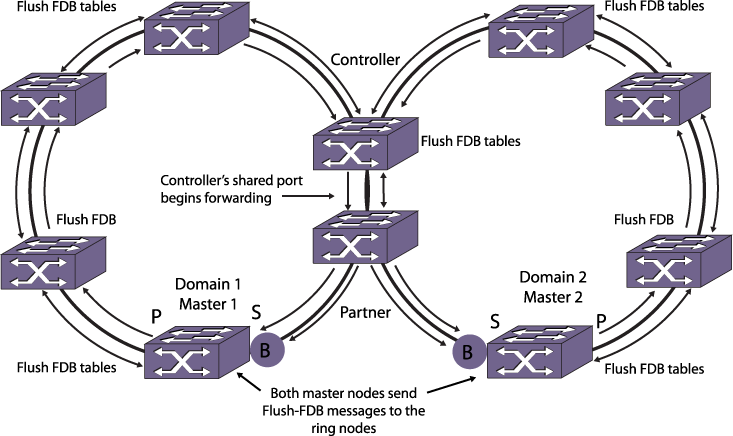
Работа протокола

В спецификации протокола существует понятие EAPS-домена. Для каждого домена определяются мастер-узел (Master, M), транзитные узлы (Transit, T), управляющий VLAN (Control VLAN) для передачи служебного трафика, а также ассоциируются пользовательские VLAN (Protected VLAN), для которых указано состояние первичного (Primary, P) и вторичного (Secondary, S) портов мастер-узла и транзитных узлов. Ассоциируя с EAPS-доменами пользовательские VLAN и назначая в них разные мастер-узлы, образующие кольцо, можно добиться равномерного и эффективного использования пропускной способности кольца. На каждом коммутаторе может быть определено до 64 EAPS-доменов, число узлов в кольце теоретически не ограничено.
При нормальной работе кольца для всех ассоциированных VLAN P-порт является активным, а S-порт — заблокированным. Мастер-узел контролирует целостность кольца, периодически отправляя тестовые сообщения через P-порт и принимая их на S-порт. При разрыве кольца тестовые сообщения не будут приходить на S-порт, вдобавок к этому любой транзитный узел, обнаружив разрыв кольца в одном из соседних с ним сегментов, направит мастер-узлу соответствующий сигнальный пакет. Установив событие разрыва кольца, мастер-узел переводит S-порт в активное состояние и информирует транзитные узлы о необходимости обновления таблиц коммутации. Время сходимости может достигать 50 мс.